# Conseil supérieur des bibliothèques
Pour les articles homonymes, voir CSB.
Le Conseil supérieur des bibliothèques (CSB) est un conseil consultatif français créé en 1989, mis en sommeil à partir de 2000 et qui a officiellement disparu en 2004.

## Création
Dans son rapport sur les bibliothèques (1988), André Miquel souligne l'utilité de « la mise en place urgente d'un Conseil supérieur des bibliothèques [...] chargé de prévoir, de préparer et de suivre la mise en place des pôles et des réseaux de communication, l'évaluation des coûts, des fréquentations et des résultats, la répartition des crédits correspondants et l'établissement de la carte des bibliothèques ».
À la suite de ce rapport est créé le Conseil supérieur des bibliothèques.

## Rôle
Le besoin d'un tel conseil naît du fait que les bibliothèques dépendent pour partie de la sous-direction des bibliothèques et de l'information scientifique (ministère de l'Enseignement supérieur) et pour partie de la direction du livre et de la lecture (Ministère de la Culture). Le CSB a donc pour mission de « favorise[r] la coordination des politiques documentaires relevant de plusieurs ministres ».
Il n'a pas de rôle exécutif ni contraignant : il est un organe de conseil et de consultation, « chargé d'émettre des avis et des recommandations sur la situation et les questions qui concernent les bibliothèques et les réseaux documentaires ».
Placé auprès des ministères de l'éducation nationale, de la culture et de la recherche, il jouit d'une certaine autonomie et fixe lui-même le calendrier de ses travaux. Ces deux éléments ont conduit le Sénat à indiquer qu’il pouvait « être assimilé à une autorité administrative indépendante » sans en être vraiment.
Il rend, entre 1990 et 1999, huit rapports et rédige des textes sur les grandes orientations des bibliothèques. On lui doit notamment la Charte des bibliothèques, adoptée le 7 novembre 1991, et la Charte du bibliothécaire volontaire auprès des bibliothèques départementales de prêt adoptée en 1992.

## Organisation
Selon le décret du 23 octobre 1989, article 3, le CSB comprend 21 membres : son président et ses deux vice-présidents sont nommés par arrêté du Premier ministre. Parmi les 18 membres ordinaires, 6 sont proposés par le ministre chargé de l'Enseignement supérieur, 6 par le ministre de la Culture et 3 membres proposés par le ministre chargé de la Recherche. Enfin, 3 élus locaux viennent s'y ajouter. Le décret du 29 mars 1993 précise que les membres sont nommés pour une période de trois ans, renouvelable une fois (article 3 bis).

## Préconisations et rapports du CSB
"Son rapport annuel a été très vite un aiguillon dans la vie des bibliothèques. Ses préconisations sur les bibliothèques scolaires, les bibliothèques musicales, les collections scientifiques ou la coopération entre bibliothèques ont marqué  les esprits. Lors de sa brève existence, il a été sollicité pour expertiser le projet de la future Bibliothèque de France. Il a élaboré la charte des bibliothèques, travail préparatoire à l’adoption d’une loi sur les bibliothèques, et la charte du bibliothécaire volontaire''.

## Liste des présidents du CSB
- 1989-1993 : André Miquel[5]
- 1993-1997 : Michel Melot[6]
- 1997-2000 : Jean-Claude Groshens[7]

## La fin du CSB
À partir de 2000, le CSB est en léthargie : il n'est plus réuni et ses membres ne sont pas renouvelés. Les professionnels des bibliothèques se sont émus de cette situation et l'Association des bibliothécaires de France a adopté une motion en faveur de ce Conseil, en 2001.
En 2004, le décret instituant le CSB est abrogé. 
En 2006, l'Association des bibliothécaires de France a demandé la « création d’un nouvel organisme à même d’assurer la poursuite des missions essentielles dévolues à cette institution [le CSB] lors de sa création ». D'après les déclarations de Benoît Yvert en février 2007, le CSB pourrait renaître sous la forme d'un « Conseil du livre ». Mais rien ne s'est finalement passé.

## Sources
1. ↑  Décret no 89-778 du 23 octobre 1989, modifié par le décret no 93-720 du 29 mars 1993.
2. 1 2  Décret no 89-778 du 23 octobre 1989, art. 2 ; Code de l'éducation, art. R.239-34.
3. ↑  Rapport d'information du Sénat (1998-1999).
4. ↑  Conseil supérieur des bibliothèques (CSB), in Le Dictionnaire, enssib, 07 juin 2012.
5. ↑  Arrêté du 24 novembre 1989 PORTANT NOMINATION AU CONSEIL SUPERIEUR DES BIBLIOTHEQUES
6. ↑  Arrêté du 27 mars 1993 portant nomination au Conseil supérieur des bibliothèques
7. ↑  Arrêté du 14 janvier 1997 portant nomination au Conseil supérieur des bibliothèques
8. ↑  Motion sur le Conseil Supérieur des Bibliothèques, 10 juin 2001
9. ↑  Décret n° 2004-703 du 13 juillet 2004 relatif aux dispositions réglementaires des livres Ier et II du code de l'éducation (Décrets en Conseil d'État et décrets)
10. ↑  Motion sur la disparition du Conseil supérieur des bibliothèques, 8 juin 2006.
11. ↑  Laurence Sanantonios, « Les belles annonces des pouvoirs publics » dans Livres Hebdo, no 679, 2 mars 2007, p. 88.